# Telepace
Telepace è un'emittente televisiva privata italiana, gestita dalla Fondazione Artigiani per la Pace. La sua sede principale e legale si trova in provincia di Verona, precisamente a Cerna, una frazione del comune di Sant'Anna d'Alfaedo. Ha iniziato le trasmissioni nel 1977.
Trasmette sul DTT in Italia e sul web in streaming in tutto il mondo. È specializzata nella trasmissione in diretta di importanti eventi di carattere religioso riguardanti il cattolicesimo e in particolare segue da vicino l'attività del Papa sia in Vaticano che durante i viaggi apostolici in Italia e all'estero. Si presenta con un palinsesto classico e non trasmette, fin dal suo lancio, spot pubblicitari.
Il ruolo di questa emittente è di annunciare Cristo e diffondere la voce del Papa all'umanità. Inoltre è una sempre presente compagna di viaggio nei cammini istituzionali del Papa.

## Storia

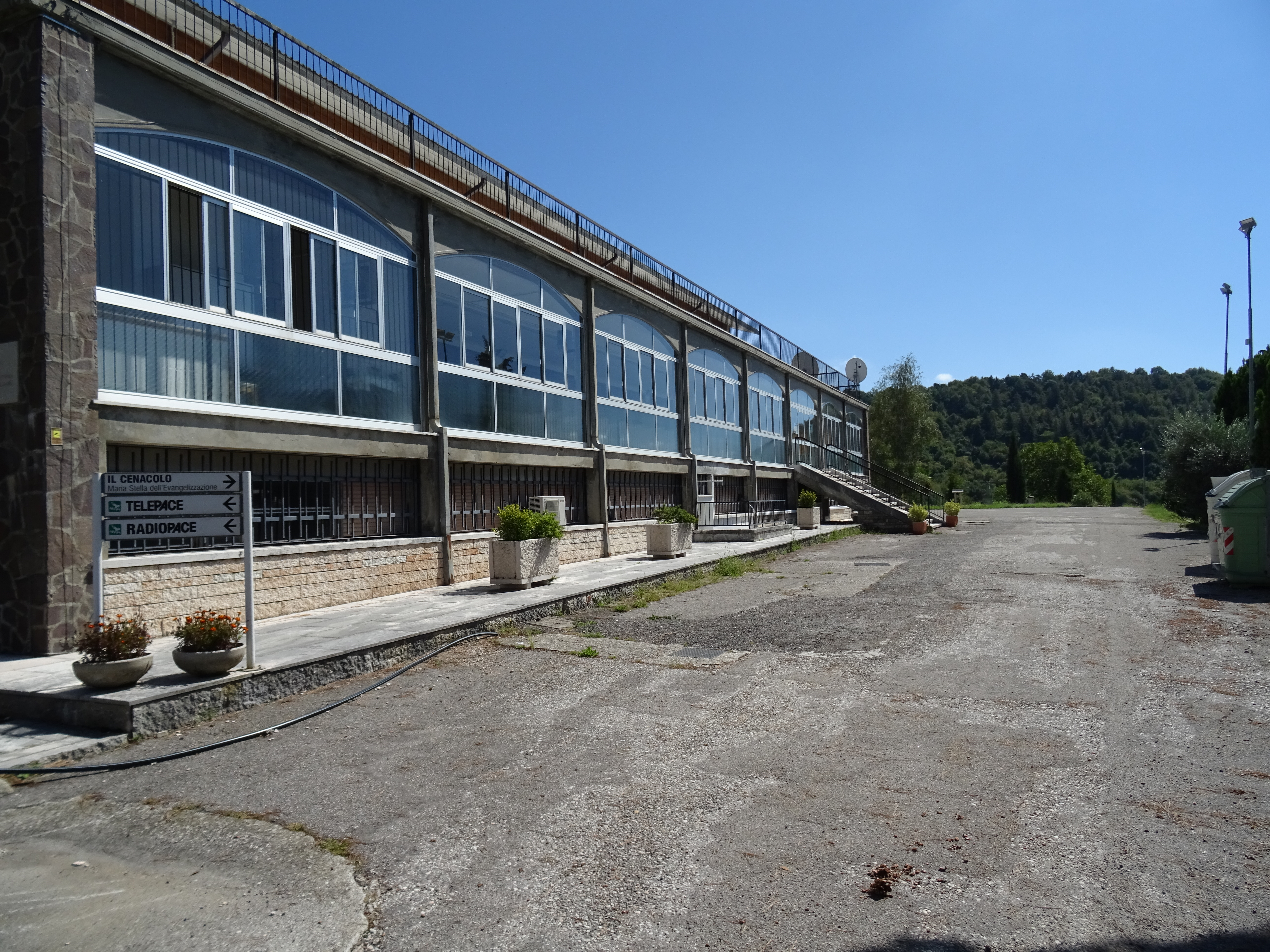
La sede di Telepace presso Cerna, Sant'Anna d'Alfaedo

Il 27 novembre 1977 alcuni ragazzi di Cerna decisero di creare una radio locale per trasmettere agli altri cosa stavano scoprendo. Fondarono una piccola radiolina chiamata Radiopace che in seguito divenne un'emittente seguita in tutta la Diocesi veronese.
Il 27 novembre 1979 nasce Telepace. I ragazzi diedero vita a questa realtà per raccontare quella che è la loro esperienza di fede legata ad un campo scuola. Un momento critico nella crescita di Telepace (con conseguenti difficoltà finanziarie) si ebbe quando si decise di trasmettere, invece che localmente, ad una dimensione interregionale. Don Guido Todeschini descrisse questa situazione critica in un libro di Ambrogio Stirelli intitolato Storia di Telepace. Con la crescita di Telepace migliorarono anche le tecnologie utilizzate e i programmi principali in esterni erano ripresi con telecamera fissa: in meno di venti anni l'emittente era arrivata ad essere una televisione all'avanguardia nell'uso delle migliori tecnologie. Nel 1985, Telepace venne autorizzata ad accedere al seguito papale nei viaggi internazionali di papa Giovanni Paolo II. Fu la consacrazione che la fece diventare un'emittente a livello internazionale.
Nel 1988, Giovanni Paolo II ebbe un particolare rapporto d'affetto con Telepace. In una visita pastorale a Verona benedisse l'opera di Telepace con queste parole: Vi incoraggio a proseguire sulla strada di questo prezioso servizio all'uomo, fedeli a Dio e alla Chiesa.
Nel 1990, per espresso desiderio di Giovanni Paolo II, fu aperta la sede di Telepace a Roma. Gli operatori ed i giornalisti seguono i principali eventi del pontefice.
Telepace, da Roma trasmette in diretta: l'Udienza generale il mercoledì, l'Angelus la domenica e tutte le celebrazioni papali, che in tal modo arrivano integralmente e direttamente in ogni casa. Le trasmissioni da Roma ebbero inizio il 22 agosto 1990.
Il 21 ottobre 1992 Giovanni Paolo II benedì l'immagine di Maria Stella dell'Evangelizzazione. L'immagine è oggi custodita all'interno dell'omonimo santuario ubicato a Cerna di Sant'Anna d'Alfaedo sulla Collina della Pace.
Dal 1996 Telepace trasmette il suo segnale anche via satellite in tecnica digitale mediante Eutelsat Hot Bird 13° est raggiungendo l'Europa, il Nordafrica e il Medio Oriente. In tutta la sua storia, Telepace non si è mai finanziata tramite messaggi pubblicitari ma è vissuta esclusivamente grazie donazioni o usando le parole di uno slogan.
Nel 2004 a seguito dell'esortazione di Giovanni Paolo II, Telepace ha aperto studi fissi in Italia a Trento, Agrigento, Lodi e all'estero a Fatima e Gerusalemme.
Nel 2006, il 2 novembre, il giornalista Marco Damilano rivelò in un articolo sul settimanale L'Espresso dal titolo "Va in onda TeleBugia" l'esistenza di una battaglia sindacale portata avanti allora, già da un anno e mezzo, da quattro giornalisti della redazione romana contro l'amministratore delegato di Telepace, il capotecnico e il direttore della rete, con accuse reciproche, cause legali e scioperi, dopo la decisione di chiudere la sede romana con conseguente licenziamento dei quattro tra i quali il noto Piero Schiavazzi, anchorman con 500 telecronache papali e numerose interviste a personaggi politici illustri. Il Corriere della Sera nell'aprile del 2007 riportò poi la notizia di una sospensione dall'ordine dei giornalisti dello stesso direttore Todeschini dopo che un'ispezione del ministero del lavoro e dell'Istituto di previdenza dei giornalisti avevano accertato un'evasione fiscale di contributi, calcolati su un presunto orario di 36 ore settimanali, infliggendo una sanzione pecuniaria. La redazione giornalistica romana alla fine venne comunque chiusa.
Dal 2008 al 2012 il segnale di Telepace trasmesso in Italia passa dall'analogico al digitale come tutte le altre emittenti in Italia.
Dall'8 gennaio 2014 l'emittente trasmette esclusivamente in HD (alta definizione) in tutta Europa attraverso il satellite Eutelsat Hot Bird 13° all'interno della piattaforma Sky Italia al canale 515 in standard DVB-S2. Sul digitale terrestre continua a essere trasmessa in SD nei mux locali.
Il 22 agosto 2015 in occasione del 25º anno della fondazione della sede di Telepace a Roma, il direttore don Guido Todeschini ha celebrato una speciale messa per l'importante servizio reso dall'emittente nella diocesi del Papa.

## Volti della rete
- Giacomo Biancardi
- Eugenio Bonanata (redattore di Telepace Roma)
- card. Angelo Comastri
- mons. Bruno Fasani
- Lucio Fasoli
- Francesca Martini (caporedattore)
- Giovanni Orsenigo (redattore di Telepace Roma)
- don Claudio Savio (collaboratore di Telepace Verona/Roma)
- mons. Guido Todeschini (Presidente Fondazione Artigiani della Pace - Telepace)
- mons. Giuseppe Zenti
- Marina Zerman

## Logo
Il logo di Telepace, fin dal suo lancio nell'etere, è una colomba che porta nel becco un ramoscello d'ulivo, richiamo emblematico alla pace e la colomba che per volare ha bisogno di due ali: quella della preghiera e quella della solidarietà.

## Patroni di Telepace
- Maria Stella dell'Evangelizzazione, Patrona di Telepace, memoria liturgica il 21 ottobre[2]
- San Giuseppe, Economo generale di Telepace, solennità liturgica il 19 marzo
- Santa Chiara d'Assisi, celeste patrona della televisione, festa liturgica l'11 agosto
- San Giovanni Paolo II, celeste Patrono di Telepace, memoria liturgica il 22 ottobre[2]

## Studi televisivi
I principali sono a Cerna di Sant'Anna d'Alfaedo (Verona) sulla "Collina della Pace" dove sorge il Santuario Maria Stella dell'Evangelizzazione e a Roma, in via del Mascherino, a due passi dal colonnato di piazza San Pietro.
- Verona: via Ragazzi della Pace, 1 Cerna di Sant'Anna d'Alfaedo
- Roma: via del Mascherino, 69
- Trento: lo studio di Trento divenne autonomo con l'autorizzazione FSMA dell'ottobre 2010, con il marchio Telepace Trento

## Satellite (fino a luglio 2021)
- In tutta Europa e Medio Oriente su Eutelsat Hot Bird 13°est, solo in HD, (frequenza 12476 MHz, pol. H, fec. 3/4, SR 29900, audio 1 2042 Italiano, audio 2 2043 internazionale) canale 515 di Sky.
- In Australia e Nuova Zelanda, su Optus D2 152°est (frequenza 12519 MHz, pol. V, fec.3/4, SR 22500, audio 1 5022 italiano).
- A luglio 2021 lascia le trasmissioni via satellite.[7]

## Emittenti affiliate
- Parte del palinsesto viene ridistribuito in differenti fasce orarie a seconda delle programmazioni presso le emittenti dell'associazione Corallo, la quale raccoglie circa trenta tv cattoliche italiane.
- Non solo tramite Corallo Sat infatti l'emittente Siciliauno con sede a Palermo anche se non fa parte del circuito Corallo Sat è autorizzata a ritrasmettere il palinsesto della satellitare TelePace Roma HD. Mentre nel ragusano si è aggiunta l'emittente Canale 74 che dal 2019 trasmette in tutta la Sicilia.
- I canali TeleRadioPace in Liguria ne prendono il segnale e il logo ma sono di fatto indipendenti e alle dipendenze della Diocesi di Chiavari.
- Esiste un canale nazionale chiamato TV NOE in Repubblica Ceca versione affiliata a Telepace Roma prendendone di fatto anche alcuni programmi in diretta o differita che vengono tradotti in simulcast o differita in Lingua ceca.